# Cosmografia de Ravena
Cosmografia de Ravena é uma obra compilada por um clérigo anônimo que viveu em Ravena, na Itália, por volta do ano 700 d.C.. Consiste de uma lista de topônimos que abrangem o mundo, da Índia à Irlanda. Evidências textuais indicam que o autor frequentemente utilizava mapas como sua fonte. É a principal listagem geográfica do gênero para os itinerários por terra do período bizantino, comparável em importância ao que o Mapa de Peutinger representa para o período romano.
Os textos que sobreviveram, três cópias manuscritas, feitas três ou quatro gerações depois do manuscrito original, oferecem diversos desafios. As cópias estão repletas de erros de ortografia, divisões de palavras e omissões; as variações entre os textos não se limitam apenas aos topônimos, mas também são significativas nos comentários.
A edição crítica mais recente dos três manuscritos foi a de Joseph Schnetz, Itineraria Romana, vol. II: Ravennatis Anonymi Cosmographia et Guidonis Geographica, 1942 (republicada em 1990), B G Teubner, Stuttgart.

### Sites que abordam a seção britânica
- The Ravenna Cosmography. (em inglês)
- The Roman Map of Britain The British section of the Ravenna Cosmography and its sources.

### Sites que abordam a seção ibérica
- Ravennatis Anonymi Cosmographia. (em latim)